# علی‌خواجه‌لی، یورگیر
الیهوکالی، یورگیر (به لاتین: Alihocalı, Yüreğir) یک منطقهٔ مسکونی در ترکیه است که در استان آدانا واقع شده‌است.